# IHF Cup 1985-1986 (pallamano maschile)
La IHF Cup 1985-1986 è stata la 5ª edizione del terzo torneo europeo di pallamano maschile per ordine di importanza dopo la Coppa dei Campioni e la Coppa delle Coppe. È stata organizzata dall'International Handball Federation, la federazione internazionale di pallamano. La competizione è iniziata nell'ottobre 1985 e si è conclusa il 10 maggio 1986.
Il torneo è stato vinto dalla compagine ungherese del Győri ETO per la 1ª volta nella sua storia.

## Risultati

### Primo turno
| Squadra 1        | Squadra 2                | Andata                      | Ritorno                | Totale  |
| ---------------- | ------------------------ | --------------------------- | ---------------------- | ------- |
| Simtel Sport     | Győri ETO                | Istanbul, 29 settembre 1985 | Győr, 6 ottobre 1985   | 34 - 53 |
| Simtel Sport     | Győri ETO                | 17 - 22                     | 17 - 31                | 34 - 53 |
| HC Berchem       | RTV 1879 Basilea         | Lussemburgo                 | Basilea                | 24 - 46 |
| HC Berchem       | RTV 1879 Basilea         | 14 - 23                     | 10 - 23                | 24 - 46 |
| Athinaikos Atene | VIF Dimitrov Sofia       | Atene                       | Sofia, 11 ottobre 1985 | 27 - 65 |
| Athinaikos Atene | VIF Dimitrov Sofia       | 18 - 31                     | 9 - 34                 | 27 - 65 |
| Valur            | Kolbotn IL               | Reykjavík                   | Oslo                   | 42 - 38 |
| Valur            | Kolbotn IL               | 20 - 18                     | 22 - 20                | 42 - 38 |
| Handball Scafati | Maccabi Petah Tikva      | Scafati                     | Petah Tiqwa            | 56 - 49 |
| Handball Scafati | Maccabi Petah Tikva      | 33 - 26                     | 23 - 23                | 56 - 49 |
| Virum Sorgenfri  | Sjundeå IF               | Virum                       | Siuntio                | 49 - 31 |
| Virum Sorgenfri  | Sjundeå IF               | 20 - 14                     | 29 - 17                | 49 - 31 |
| HV Sittardia     | Stella Sports Saint-Maur | Sittard                     | Saint-Maur-des-Fossés  | 40 - 48 |
| HV Sittardia     | Stella Sports Saint-Maur | 23 - 27                     | 17 - 21                | 40 - 48 |

### Ottavi di finale
| Squadra 1             | Squadra 2                | Andata                   | Ritorno                | Totale  |
| --------------------- | ------------------------ | ------------------------ | ---------------------- | ------- |
| RTV 1879 Basilea      | Győri ETO                | Basilea, 2 novembre 1985 | Győr, 9 novembre 1985  | 43 - 56 |
| RTV 1879 Basilea      | Győri ETO                | 25 - 28                  | 18 - 28                | 43 - 56 |
| Politecnica Timisoara | HT Tatran Prešov         | Timișoara                | Prešov                 | 39 - 41 |
| Politecnica Timisoara | HT Tatran Prešov         | 19 - 19                  | 20 - 22                | 39 - 41 |
| Sporting Neerpelt     | Proleter Zrenjanin       | Neerpelt                 | Zrenjanin              | 41 - 45 |
| Sporting Neerpelt     | Proleter Zrenjanin       | 24 - 24                  | 17 - 21                | 41 - 45 |
| VIF Dimitrov Sofia    | THW Kiel                 | Sofia, 3 novembre 1985   | Kiel, 10 novembre 1985 | 38 - 43 |
| VIF Dimitrov Sofia    | THW Kiel                 | 19 - 19                  | 19 - 24                | 38 - 43 |
| SC Dynamo Berlino     | ASKO Linz                | Berlino Est              | Linz                   | 47 - 31 |
| SC Dynamo Berlino     | ASKO Linz                | 26 - 19                  | 21 - 12                | 47 - 31 |
| Lugi IF               | Valur                    | Lund                     | Reykjavík              | 42 - 34 |
| Lugi IF               | Valur                    | 15 - 15                  | 27 - 19                | 42 - 34 |
| Virum Sorgenfri       | Handball Scafati         | Virum                    | Scafati                | 48 - 46 |
| Virum Sorgenfri       | Handball Scafati         | 26 - 21                  | 22 - 25                | 48 - 46 |
| CB Calpisa Alicante   | Stella Sports Saint-Maur | Alicante                 | Saint-Maur-des-Fossés  | 59 - 50 |
| CB Calpisa Alicante   | Stella Sports Saint-Maur | 37 - 27                  | 22 - 23                | 59 - 50 |

### Quarti di finale
| Squadra 1         | Squadra 2           | Andata                     | Ritorno                  | Totale        |
| ----------------- | ------------------- | -------------------------- | ------------------------ | ------------- |
| Győri ETO         | HT Tatran Prešov    | Győr, 19 marzo 1986        | Prešov, 30 marzo 1986    | 44 - 42       |
| Győri ETO         | HT Tatran Prešov    | 23 - 18                    | 21 - 24                  | 44 - 42       |
| THW Kiel          | Proleter Zrenjanin  | Kiel, 22 marzo 1986        | Zrenjanin, 30 marzo 1986 | 49 - 49 (gfc) |
| THW Kiel          | Proleter Zrenjanin  | 31 - 26                    | 18 - 23                  | 49 - 49 (gfc) |
| SC Dynamo Berlino | Lugi IF             | Berlino Est, 22 marzo 1986 | Lund                     | 43 - 43 (gfc) |
| SC Dynamo Berlino | Lugi IF             | 25 - 22                    | 18 - 21                  | 43 - 43 (gfc) |
| Virum Sorgenfri   | CB Calpisa Alicante | Virum                      | Alicante                 | 37 - 39       |
| Virum Sorgenfri   | CB Calpisa Alicante | 21 - 20                    | 16 - 19                  | 37 - 39       |

### Semifinali
| Squadra 1 | Squadra 2           | Andata               | Ritorno                   | Totale  |
| --------- | ------------------- | -------------------- | ------------------------- | ------- |
| Győri ETO | Proleter Zrenjanin  | Győr, 11 aprile 1986 | Zrenjanin, 19 aprile 1986 | 52 - 44 |
| Győri ETO | Proleter Zrenjanin  | 30 - 19              | 22 - 25                   | 52 - 44 |
| Lugi IF   | CB Calpisa Alicante | Lund                 | Alicante                  | 40 - 53 |
| Lugi IF   | CB Calpisa Alicante | 13 - 24              | 27 - 29                   | 40 - 53 |

### Finale
| Squadra 1 | Squadra 2           | Andata              | Ritorno                  | Totale  |
| --------- | ------------------- | ------------------- | ------------------------ | ------- |
| Győri ETO | CB Calpisa Alicante | Győr, 3 maggio 1986 | Alicante, 10 maggio 1986 | 43 - 41 |
| Győri ETO | CB Calpisa Alicante | 23 - 17             | 20 - 24                  | 43 - 41 |